# الرياض (حمص)
الرياض قرية سوريّة تتبع إداريّاً لمحافظة حمص منطقة حمص ناحية حمص، بلغ تعداد سكانها 965 نسمة حسب التعداد السكاني لعام 2004.